# Ⱪ
Cette page contient des caractères spéciaux ou non latins. S’ils s’affichent mal (▯, ?, etc.), consultez la page d’aide Unicode.
Ne doit pas être confondu avec la lettre cyrillique ka cramponné (Қ).
Ⱪ (en minuscule ⱪ), appelé K cramponné est une lettre qui était utilisée en ouïghour quand cette langue était écrite avec l'alphabet latin. Elle est formée de la lettre K et du diacritique crampon. Depuis 1981, l'ouïghour s'écrit de nouveau avec l'alphabet arabe et le son /q/ représenté par la lettre Ⱪ est représenté par la lettre ق (qâf).
Il ne faut pas confondre le Ⱪ de l'alphabet latin avec la lettre de l'alphabet cyrillique Қ.

## Utilisations
Le K cramponné a été utilisé dans les années 1930 dans l’écriture de langues comme l’abaza, l'adyguéen, l’avar, le dargwa, le kabarde, le kurde, le lak, le lezghien, le nanaï, le selkoupe et le tabassaran.

## Représentations informatiques
Le K cramponné peut être représenté avec les caractères Unicode suivants (latin étendu C) :
| formes    | représentations | chaînes de caractères | points de code | descriptions                        |
| --------- | --------------- | --------------------- | -------------- | ----------------------------------- |
| capitale  | Ⱪ               | Ⱪ                     | U+2C69         | lettre majuscule latine k cramponné |
| minuscule | ⱪ               | ⱪ                     | U+2C6A         | lettre minuscule latine k cramponné |